# The Lords of the New Church
The Lords of the New Church — британо-американський постпанковий «супергурт», заснований 1981 року чотирма колишніми учасниками відомих панк-рок-гуртів 1970-их років.
Записавши три студійних і один концертний альбом, гурт розпався 2 травня 1989 року, коли Стів Бейторс оголосив проце зі сцени «London Astoria». 1990 року він помер у Парижі від травм після того, як був збитий таксі.
Гурт відродився 2003 року з двома колишніми учасниками, Браяном Джеймсом і Дейвом Треганою.

## Склад

### Поточний склад
- Адам Беквер (Adam Becvare) — вокал, гітара
- Браян Джеймс (Brian James) — гітара
- Дейв Трегана (Dave Tregunna) — бас-гітара, бек-вокал

### Початковий склад
- Стів Бейторс із The Dead Boys (Stiv Bators) — вокал
- Браян Джеймс із The Damned — гітара
- Дейв Трегана із Sham 69 — бас-гітара, бек-вокал
- Нікі Тернер із The Barracudas (Nicky Turner) — ударні, бек-вокал

### Інші колишні учасники
- Стівен Марк (Steven Blankfield Marque) — вокал

## Дискографія

### Студійні альбоми
- The Lords of the New Church (1982)
- Is Nothing Sacred? (1983)
- The Method to Our Madness (1984)
- Psycho Sex (EP) (1987)
- Hang On (2003)

### Живі альбоми
- Live at the Spit (1988)
- Second Coming (1988)

### Збірки
- Killer Lords (1985)
- The Anthology (2000, виданий тільки у Франції)
- The Lord's Prayer I (2002)
- The Lord's Prayer II (2003)

### Окремкиі їх місця вчартах
| Рік  | Пісня              | Велика Британія | США | Канада | Альбом                      |
| ---- | ------------------ | --------------- | --- | ------ | --------------------------- |
| 1982 | «New Church»       |                 |     |        | The Lords of the New Church |
| 1982 | «Open Your Eyes»   |                 |     | 34     | The Lords of the New Church |
| 1982 | «Russian Roulette» |                 |     |        | The Lords of the New Church |
| 1983 | «Live for Today»   | 91              |     |        | Is Nothing Sacred?          |
| 1983 | «Dance with Me»    | 85              |     |        | Is Nothing Sacred?          |
| 1984 | «M[urder] Style»   | 97              |     |        | The Method to Our Madness   |
| 1985 | «Like a Virgin»    |                 |     |        | Killer Lords                |